# Ernst Philip Thoman

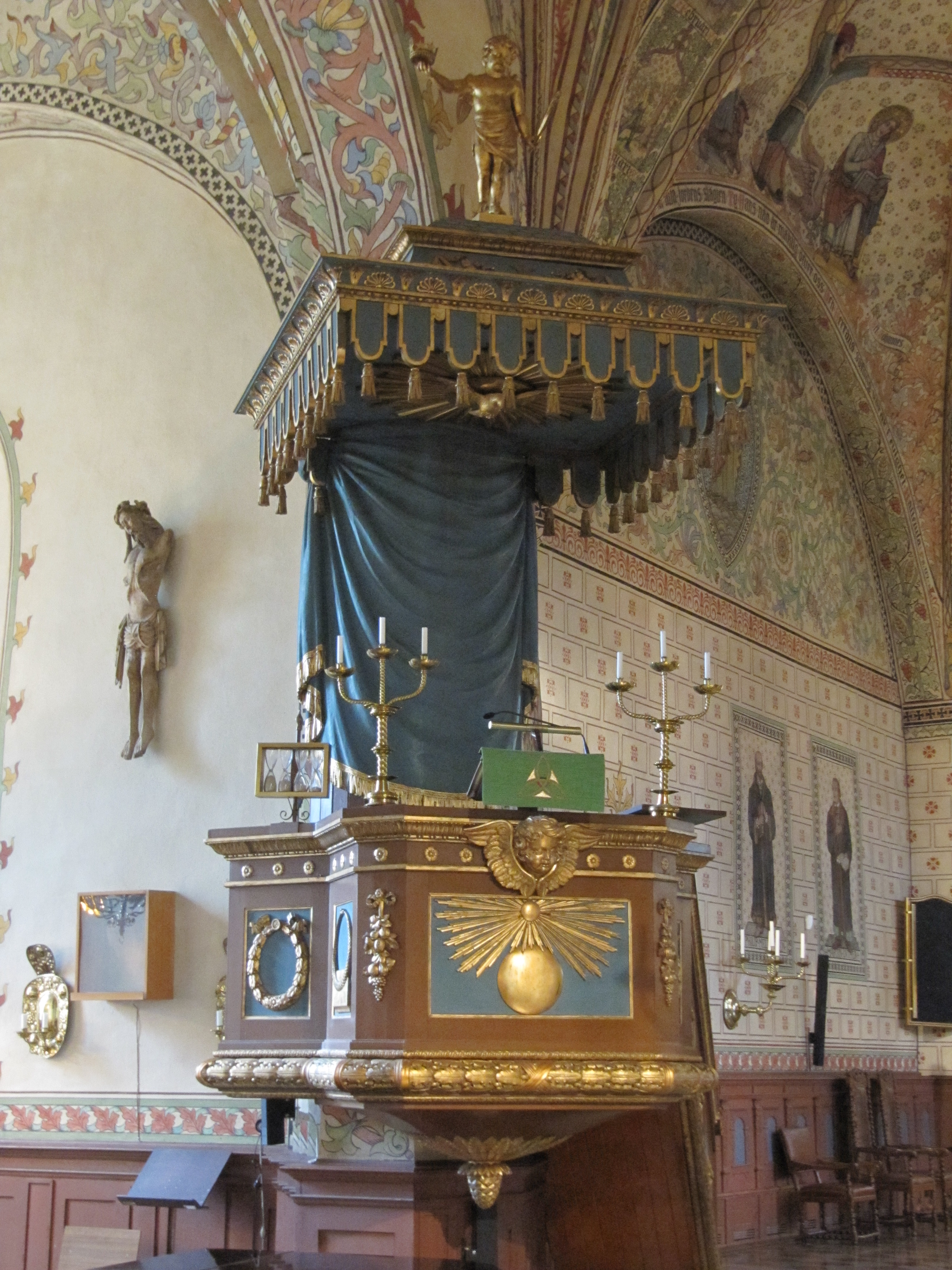
Predikstolen i Vårfrukyrkan, Enköping.

Ernst Philip Thoman (Toman), född 14 mars 1760 i Stockholm, död 22 juni 1833 i Stockholm, var en svensk hovbildhuggare och skulptör.
Han var son till bildhuggaren Georg Gottlieb Thoman och Maria Elisabet Alm och sonson till Ernst Philipp Thomann von Hagelstein. Han gick från 1774 i lära hos hovbildhuggaren Sjöberg i Stockholm och praktikarbetade hos slottsbildhuggaren Per Ljung 1781–1790. Han anställdes 1790 av hertig Fredrik Adolf för att utföra bildhuggeriarbeten på Tullgarns slott, där han ornerade alla Premiersrummen samt byggde det nya Slotts Tornet. Han blev hovbildhuggare hos hertig Karl på Rosersbergs slott 1796 och var kvar i hans tjänst till hans död 1818. När slottsbildhuggaren Ljung avled 1819 ansökte han hos Konstakademien att få den på stat uppförda ornamentsbildhuggarelönen och tjänsten som slottsbildhuggare men akademien valde att ge tjänsten till Axel Magnus Fahlcrantz. Han blev agré vid Konstakademin 1802 och ledamot 1803. Han var en produktiv bildhuggare och förutom uppdragen för hertigarna Fredrik Adolf och Karl utförde han arbeten i stora Auditorium Bothanicum i Uppsala, Frimurarordens stora sal i Stockholm, en stor relief över portalen till Vasa hovrätts hus, fasaddekorationer till Kungliga livrustkammaren, bildhuggeriskulpturer för jakterna Esplendian och Arnadis, stora dekorationer vid drottning Hedvig Elisabet Charlottas begravning och en stor dekoration i Festsalen på Stockholms slott. Bland hans kyrkliga arbeten märks två nummertavlor med de Bondeska och Flemingska vapnen i Mörkö kyrka, altare och predikstol till Ockelbo kyrka, orgelfasad efter ritningar av Fredrik Blom till Riddarholmskyrkan och efter Gjörwells ritningar skulpturer till altaruppsatsen, altare och altarring till Kungsholmens kyrka, fyra snidade siffertavlor för Skeppsholmskyrkan, predikstolar för Västra Vingåker, Lunda och Enköpings kyrkor, altardekoration för Visby domkyrka samt ett epitafium över CJ von Wright i Säters kyrka. På Ströms herrgård i Bohuslän utförde han ett monument över friherre R Maclean och på Maria kyrkogård i Stockholm utförd han en gravvård över envoyén Per Olof von Asp. Thoman är representerad vid bland annat Sjöhistoriska museet, Nationalmuseum i Stockholm och Geologiska institutionen i Uppsala.